# De Heiligenberg
De Heiligenberg is een monumentaal herenhuis in het Nederlandse dorp Bunde, provincie Limburg. Het huis wordt beschouwd als opvolger van de middeleeuwse laathof Carteyn.
Naast De Heiligenberg staat de bijbehorende bouwhoeve 't Höfke.

## Geschiedenis
De oudste vermelding van Carteyn en De Heiligenberg dateert uit 1381: Mathias van der Carteyn werd in dat jaar met zowel de laathof Carteyn als met een deel van het goed De Heiligenberg beleend. Beide lenen vielen onder het Land van Valkenburg.
In de 15e eeuw werden leden uit het geslacht Van Bunde met beide goederen beleend.

### Van Bunde alias Coninx
In 1537 stond Aert van Bunde alias Coninx als leenman geregistreerd. Het is niet bekend of er sprake is van enige verwantschap met de 15e-eeuwse familie Van Bunde. In ieder geval ging de naam van de familie Van Bunde alias Coninx over op de oude laathof, dat in de 16e eeuw bekend raakte als de Jonker Coninxhof. De familie was tevens eigenaar van de banmolen van Bunde, totdat jonker Jan Coninx deze in 1602 verkocht.
In 1632 erfde Anna Coninx het goed van haar vader Aert. Zij was sinds 1616 getrouwd met Adam Damen, waardoor De Heiligenberg en Carteyn terecht kwamen bij hun nazaten.

### Herenhuis
In de tweede helft van de 17e eeuw was de Maastrichtse schepen Jan van der Biesen de eigenaar en hij liet het na aan zijn kleindochter Maria Agnes Meussens, die gehuwd was met de arts Pierre Machuré. Zij hebben in 1740 het huidige herenhuis laten bouwen, als opvolger van het oude huis Carteyn.
In 1841 kocht Peter Lambert Jansen het landgoed aan.
In de 20e eeuw werd De Heiligenberg onder andere bewoond door arbeiders die werkten aan het nieuwe Julianakanaal. Het herenhuis raakte intussen ernstig in verval. In de jaren 1954-1955 vond een restauratie plaats door architect Gerard Snelder. Sindsdien wordt het huis particulier bewoond.

## Beschrijving
Het is niet bekend wanneer de middeleeuwse laathof Carteyn is gebouwd of wie de stichter is geweest. Over het uiterlijk is evenmin duidelijkheid. Wel waren restanten van het huis nog tot begin 19e eeuw zichtbaar.
Het huidige herenhuis is in 1740 gebouwd als opvolger van Carteyn. Het betreft een bakstenen gebouw van één bouwlaag met een overwelfde kelder; het huis wordt afgedekt door een mansarde-wolfsdak. De zijvleugels springen enigszins naar voren uit en hebben lage mansarde-schilddaken. Boven de ingang in Lodewijk XV-stijl bevindt zich het familiewapen van Machuré en Meussens. Aan de linker zijkant van het huis is een aanbouw met een tuinmuur, waarin zich een poort bevindt met het jaartal 1777. Verder is er nog een schuur uit 1800.
Naast het huis staat de 18e-eeuwse bouwhoeve ‘t Höfke, opgetrokken in mergel en baksteen. Boven de toegangspoort staat het jaartal 1722.
Zowel het herenhuis als de hoeve zijn rijksmonumenten.